# Les Essarts-le-Roi
Les Essarts-le-Roi település Franciaországban, Yvelines megyében. Lakosainak száma 6772 fő (2022. január 1.). Les Essarts-le-Roi Auffargis, Les Bréviaires, Coignières, Dampierre-en-Yvelines, Lévis-Saint-Nom, Le Perray-en-Yvelines, Saint-Rémy-l’Honoré és Senlisse községekkel határos.

## Népesség
A település népességének változása:
| Lakosok száma | 6660 | 6787 | 6924 | 6708 | 6688 | 6668 | 6737 | 6775 | 6772 |
|               | 2013 | 2015 | 2016 | 2017 | 2018 | 2019 | 2020 | 2021 | 2022 |